# Бельмонте-ін-Сабіна
Бельмонте-ін-Сабіна (італ. Belmonte in Sabina) — муніципалітет в Італії, у регіоні Лаціо,  провінція Рієті.
Бельмонте-ін-Сабіна розташоване на відстані близько 60 км на північний схід від Рима, 10 км на південь від Рієті.
Населення — 642 особи (2014).
Щорічний фестиваль відбувається 10 вересня. Покровитель — Maria SS. della Croce.

## Демографія
Населення за роками:

Станом на 1 січня 2023 року в муніципалітеті офіційно проживало 25 іноземців з 8 країн, серед них 9 громадян країн Євросоюзу та 6 громадян України.

## Сусідні муніципалітети
- Лонгоне-Сабіно
- Рієті
- Рокка-Сінібальда
- Торричелла-ін-Сабіна